# 대표님의 파트너
《대표님의 파트너》는 2024년 11월 21일 공개된 비글루 숏폼 드라마이다.

## 기획 의도
낯선 상대와 하룻밤을 보내게 된 두 사람이 대표와 비서로 조우하게 되고, 서로에게 끌리지만 관계 정리 없이 묘한 기류가 흐르게 되는 두 사람을 그려낸 로맨스 드라마

## 제작진

### 제작
- 이익준

### 제작사
- 스튜디오 수려

### 연출
- 장우진

### 극본
- 정소진

## 참고 사항
- 이익준이 한창 스캔들 남 비서로 출연 중일 때 공개되어 대부분 출연한 줄 알았다고. 하지만 제작자로서 작품을 만든 것이다. 물론 중간에 까메오로 등장하긴 한다.